# Уоссон, Роберт Гордон
Ро́берт Го́рдон Уо́ссон (англ. Robert Gordon Wasson, 22 сентября 1898, Грейт-Фолс, Монтана — 23 декабря 1986, Бингемтон, Нью-Йорк) — американский этноботаник (этномиколог), писатель и банкир.

## Биография
Родился в Монтане, в подростковом возрасте вместе с братом Томасом Кэмпбеллом Уоссоном много путешествовал по Америке, а после окончания школы в 1914 году — по Европе. В 1917 году был призван в армию, служил радистом в американских экспедиционных войсках во Франции. После войны учился в школе журналистики в Колумбийском университете, затем — в Лондонской школе экономики. После возвращения в США преподавал в Колумбийском университете, работал репортёром в Нью-Хейвене. C 1925 года работал в Нью-Йорке — помощник редактора журнала «Current Opinion», колумнист в New York Herald Tribune. C 1934 год по 1963 год работал в банке J.P. Morgan & Co., где сначала отвечал за работу по связям с общественностью, а с 1943 года — в качестве вице-президента.
Научные исследования представляли для Уоссона хобби, но его работы в области этноботаники, антропологии, истории, теологи и психологии привели к появлению новых тенденций в культурной антропологии и сравнительной теологии.

## Исследования
Исследования по этноботанике Уоссон начал в 1927 году, во время медового месяца в Кэтскилских горах, где его жена случайно нашла грибы, очень похожие на те, которые росли на её родине — в России. Супруги на протяжении многих лет собирали и обобщали данные по микологии с данными других наук — истории, языкознания, мифологии, сравнительного религиоведения, назвав сферу своих исследований этномикологией.
Ввёл с женой понятия «микофобы» и «микофилы», разделив народы мира на две эти группы.
В 1953 году супруги Уоссон предприняли экспедицию в Мексику для изучения магико-религиозного употребления грибов коренными жителями и стали первыми белыми, принявшими участие в масатекской тайной грибной церемонии.
После смерти жены в 1958 году Уоссон продолжал полевые исследования в Мексике до 1962 года.
После ухода в 1963 году в отставку с поста вице-президента банка J.P. Morgan & Co. проводил полевые исследования на Дальнем Востоке, посетив Новую Зеландию, Новую Гвинею, Японию, Китай, Индию, Корею, Иран, Ирак, Афганистан, Таиланд и Непал.
В последующие годы занимался изучением Элевсинских мистерий (церемоний инициации в древнегреческом культе Деметры и Персефоны).
Регулярно выступал с лекциями по этномикологии.

## Семья
В 1926 году Роберт Уоссон женился на уроженке Российской империи Валентине Павловне Геркен (англ. Guercken, 1901—1958), венчание состоялось в Русской церкви в Лондоне. С Валентиной Павловной Уоссон прожил до её кончины.
Двое детей — Питер и Мэри (Маша) Уоссон-Бриттен.

### Список произведений

#### Книги
- Wasson, Valentina Pavlovna, and R. Gordon Wasson. Mushrooms, Russia and History. 1957.
  - Грибы, Россия и история. — М.: БИО-Пресс, 2020. — 464 с.
- Wasson, R. Gordon. Soma: Divine Mushroom of Immortality. 1968.
  - Божественный гриб бессмертия // Изменённые состояния сознания и культура: Хрестоматия / Авт.-сост. О. В. Гордеева. — СПб.: Питер, 2009. — С. 153—168. — 336 с. — ISBN 978-5-388-00318-8.
  - Сома. Божественный гриб бессмертия. — М.: БИО-Пресс, 2021. — 688 с.
- Wasson, R. Gordon. Maria Sabina and Her Mazatec Mushroom Velada. New York: Harcourt, 1976.
- Wasson, R. Gordon, et al. The Road to Eleusis: Unveiling the Secret of the Mysteries. New York: Harcourt, 1978.
- Wasson, R. Gordon. The Wondrous Mushroom: Mycolatry in Mesoamerica. New York: McGraw-Hill, 1980.
- Wasson, R. Gordon, Stella Kramrisch, Jonathan Ott, and Carl A. P. Ruck. Persephone’s Quest: Entheogens and the Origins of Religion. New Haven: Yale University Press, 1986.

#### Статьи
- Wasson, R. Gordon. Seeking the Magic Mushroom Life magazine, May 13, 1957
- Wasson, R. Gordon. A Review of Carlos Castaneda’s «The Teachings of Don Juan: A Yaqui Way of Knowledge.» Economic Botany. vol. 23(2):197. 1969.
- What was the Soma of the Aryans? // Flesh of the Gods: The ritual use of hallucinogens (англ.) / Ed. by P. T. Furst. — Praeger Publishers, 1972. — P. 201—213.
  - Что такое сома арийцев? // Изменённые состояния сознания и культура: Хрестоматия / Авт.-сост. О. В. Гордеева. — СПб.: Питер, 2009. — С. 169. — 336 с. — ISBN 978-5-388-00318-8.
- Wasson, R. Gordon. A Review of Carlos Castaneda’s «A Separate Reality: Further Conversations with Don Juan.» Economic Botany. vol. 26(1):98-99. 1972.
- Wasson, R. Gordon. A Review of Carlos Castaneda’s «Journey to Ixtlan: The Lessons of Don Juan.» Economic Botany. vol. 27(1):151-152, 1973.
- Wasson, R. Gordon. A Review of Carlos Castaneda’s «Tales of Power.» Economic Botany. vol. 28(3):245-246, 1974.
- Wasson, R. Gordon. The Last Meal of the Buddha. Journal of the American Oriental Society, Vol. 102, No. 4. (Oct. — Dec., 1982). p. 591—603.